# Italiaanse schorpioen
De Italiaanse schorpioen (wetenschappelijke naam: Euscorpius italicus) is een soort schorpioen in de familie Euscorpiidae. Hij bereikt een lichaamslengte van 2,5 centimeter en een staartlengte van 1,5 centimeter.
De Italiaanse schorpioen komt voor in Zuid- en Zuidoost-Europa. De soort is vooral 's nachts actief. De steek is voor mensen over het algemeen ongevaarlijk.